# 佐藤隆太郎
佐藤 隆太郎（さとう りゅうたろう、1936年2月4日 - ）は、日本の経営者。日産火災海上保険社長を務めた。

## 来歴・人物
岩手県出身。1959年に東北大学法学部を卒業し、同年に日産火災海上保険に入社した。1985年7月に取締役に就任し、1989年6月に常務、1992年6月に専務を経て、1995年6月には社長に就任した。2002年1月には取締役相談役に退いた。日本水産監査役とホーチキ取締役も務めた。